# Zapadni-centralni limba jezik
Zapadni-centralni limba jezik (ISO 639-3: lia; yimba, yumba), jedan od dva limba jezika šire južnoatlantske skupine atlantskih jezika, nigersko-kongoanska porodica. Govori ga oko 335 000 ljudi (1989 J. Kaiser) sjeverno od grada Makeni u Sijera Leoni.
Dijalekti su mu zapadni limba (tonko, sela) i centralni limba (tamiso, gbongogbo). Razlikuje se od istočnog limba jezika [lma]; pismo: latinica

## Vanjske poveznice
- Ethnologue (14th)
- Ethnologue (15th)